# Aufgabegriff

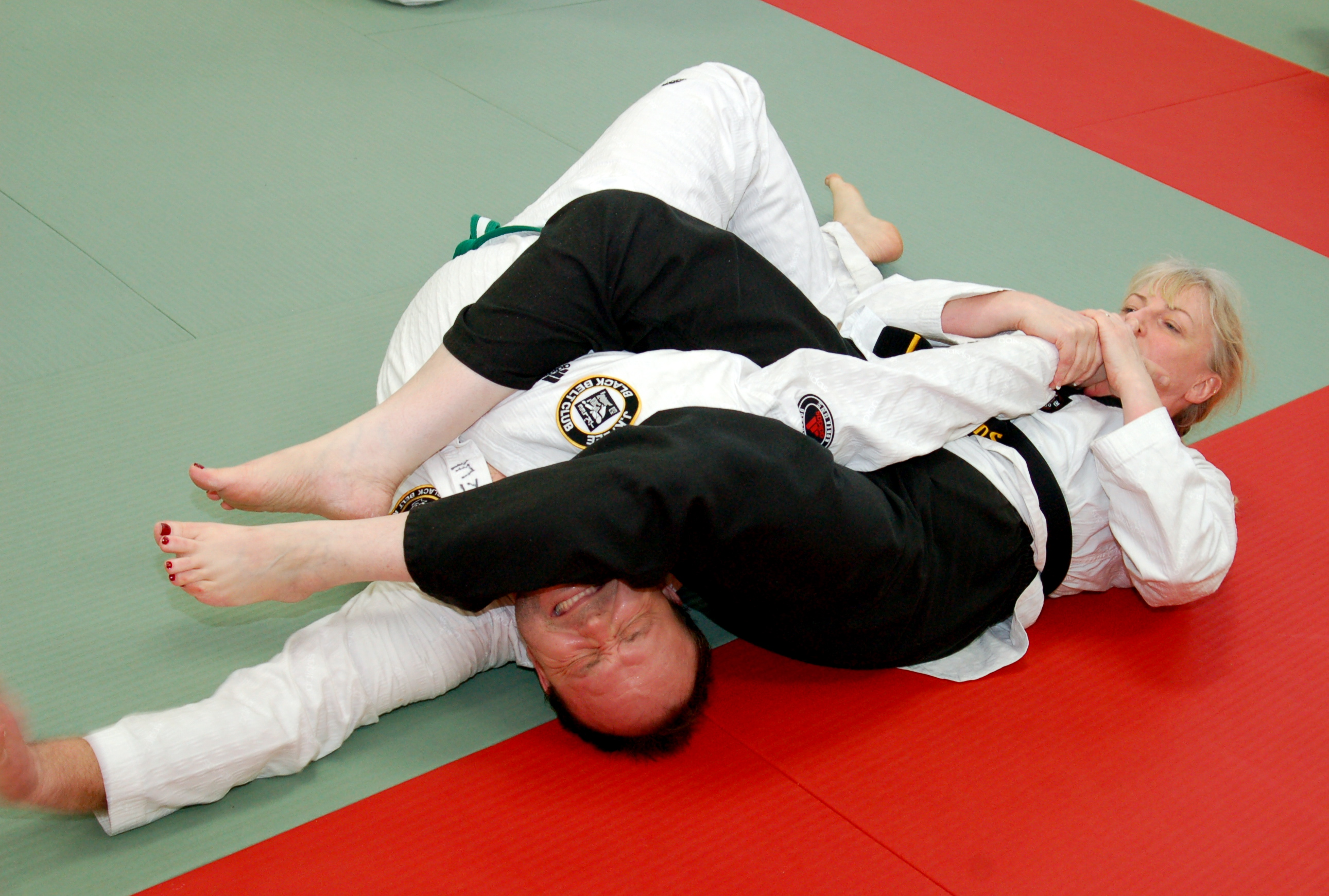
Seitstreckhebel

Aufgabegriffe, zunehmend auch unter dem englischen Begriff Submission bekannt, sind Techniken im Kampfsport, welche dazu dienen, den Gegner durch Druck auf Gelenke, Knochen oder Vitalpunkte (Hebeltechniken) oder Abschnüren der Venen am Hals (Würgetechniken) zur Aufgabe bzw. zum Abklopfen zu zwingen. Aufgabegriffe werden vor allem in Grappling-Sportarten wie Judo, Sambo, Catch Wrestling, Brazilian Jiu-Jitsu oder Luta Livre und Kampfkünsten wie Aikido und Jiu Jitsu trainiert.

## Aspekt der Selbstverteidigung
In der Selbstverteidigung werden Aufgabegriffe dazu benutzt, um den Angreifer möglichst schnell kampfunfähig zu machen, d. h. die Technik bis zum vollen Einsatz der Wirkung durchzuziehen (z. B. bis zur Bewusstlosigkeit des Gegners oder zum Knochenbruch).

## Aufgabegriffe im Kampfsport
Im sportlichen Wettkampf, beispielsweise im Rahmen von Mixed Martial Arts oder Submission Wrestling, wird der Aufgabegriff losgelassen, sobald der Gegner abklopft und damit seine Niederlage signalisiert. Wird die Submission zu lange gehalten, beispielsweise weil das Abklopfen zu spät erfolgt, kann das Bewusstlosigkeit (bei Würgern) oder Knochenbrüche (bei Hebeln) zur Folge haben. In diesem Fall spricht man von einem Sieg durch „Technical Submission“.

## Gängige Aufgabegriffe
Generell können Aufgabegriffe in Chokes, welche auf Würge/Drosselwirkung basieren sowie Hebel, welche die Gelenke überdehnen (bis hin zum Bruch von Knochen, dem Abreißen von Sehnen oder dem Ausrenken von Gliedmaßen) eingeteilt werden.
Die wichtigsten sind im Kampfsport:

### Chokes
Siehe auch Würgegriff
- Rear Naked Choke (Würgegriff von hinten)

- Triangle Choke, eine Würgetechnik mittels der eigenen Beine oder Arme (Arm Triangle)

- Gogoplata oder Locoplata, eine Würgetechnik, bei welcher der Würgebereich unter dem Fußspann liegt, und die Drosselung anhand des Festhaltens des eigenen Fußes hinter dem Hals erfolgt

- Diverse Chokes, welche mittels Gi erfolgen, wie der Bow and Arrow Choke, und Variationen davon

### Hebel
Siehe auch Hebel (Kampfsport)
- Armbar, bei welchem die Ellenbogen des Gegners überdehnt werden.

- Kniehebel, analog zu den Armhebeln (oft für Anfänger aufgrund der hohen Verletzungsgefahr verboten).

- Straight Ankle Lock oder Straight Foot Lock, eine Technik, bei welcher der gegnerische Fuß unter die Achsel geklemmt und bis zur Schmerzgrenze überdehnt wird, für Weißgurte gestattet.

- Heelhook ebenfalls oft aufgrund der hohen Verletzungsgefahr für Anfänger verboten. Hierbei wird der Fuß des Gegners unter den Achseln eingeklemmt und verdreht, so dass das Knie Schaden nehmen kann.

- Kimura Lock Beim Kimura Lock wird der Arm des Gegners mit der einen Hand nach unten angewinkelt und mit der anderen ein Hebel aufgebaut. Dadurch kommt es zu einer schmerzhaften Überdehnung der Schulter.

- Americana Lock Der Americana Lock ist verwandt mit dem Kimura-Lock; der Arm wird jedoch nach oben angewinkelt

- Omoplata Hierbei entsteht die Hebelwirkung auf die Schulter des Gegners zwischen den Beinen. Der Angreifer „sitzt“ neben dem flach auf dem Bauch liegenden Gegner und zieht zwischen seinen Beinen den Schulterhebel des Gegners nach oben. Die Wirkung auf die Schulter ist vergleichbar mit dem „Aufziehen“der Hände hinter dem Rücken. Bei Nichtaufgabe des Gegners wird so die Schulter ausgerenkt.

Weiterhin gibt es Aufgabegriffe, welche auf sogenannte „Schmerzpunkte“ setzen, insbesondere im Aikidō.
Hierbei droht kein tatsächlicher Schaden. Der Gegner gibt jedoch aufgrund des starken Schmerzes auf, welchen ein Druck an diesem Punkt verursacht.
Allerdings kann hierbei eine Gewöhnung eintreten, so dass ein geübter Kämpfer in der Lage ist, den Schmerz auszuhalten und nicht mehr aufzugeben.
- Hierzu zählen z. B. Wrist Locks (Handgelenkshebel), bei welchem das Handgelenk des Gegners nach vorne abgeknickt wird, was Bewegungsunfähigkeit und ein starkes Schmerzempfinden nach sich zieht.